# Lews Castle

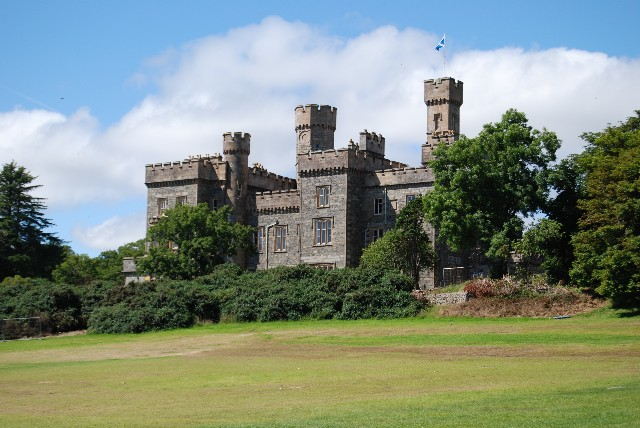
Südostansicht von Lews Castle

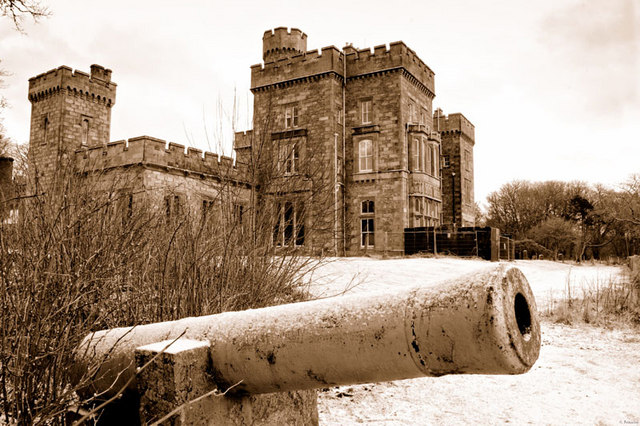
Nahansicht der Südseite

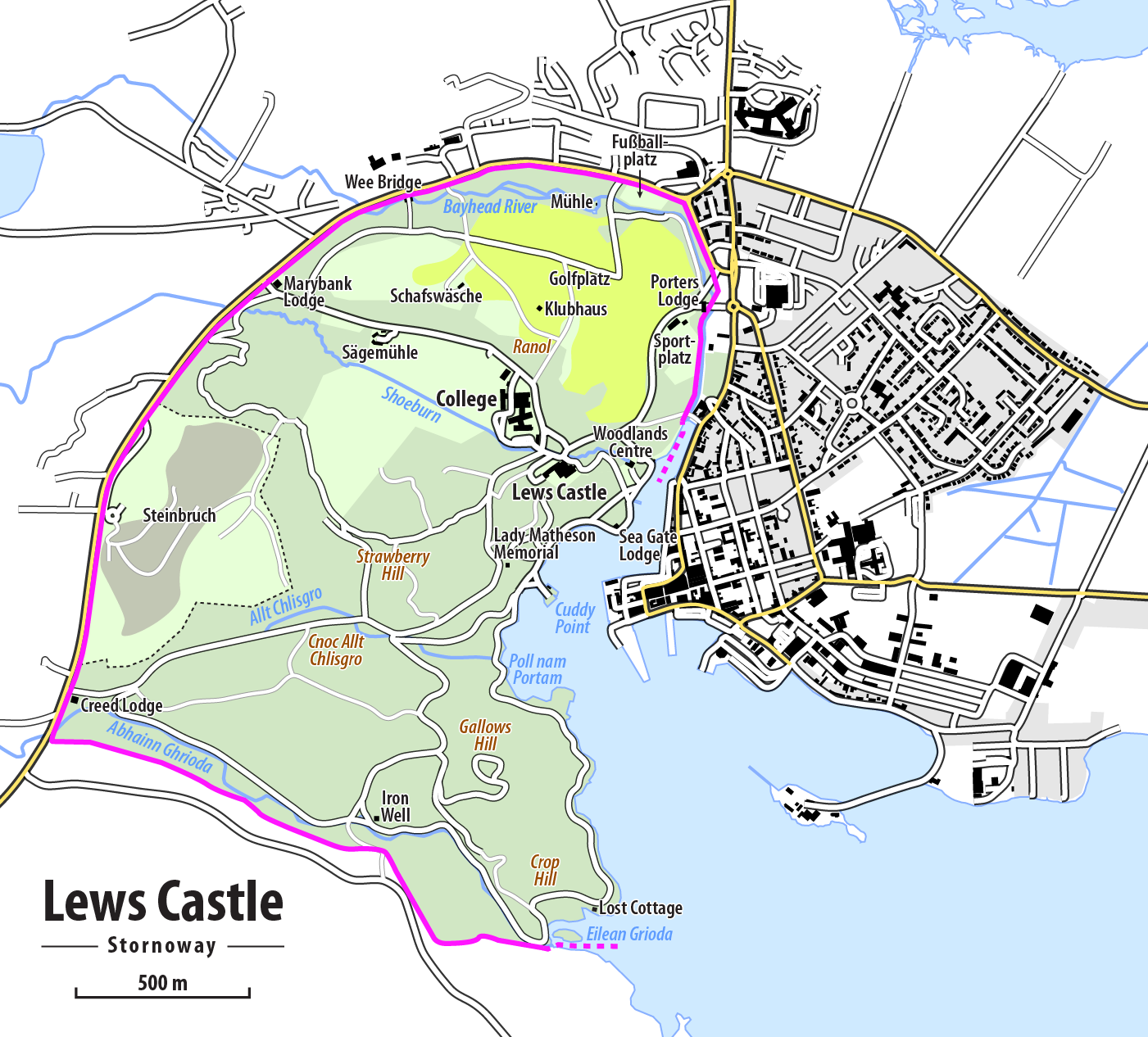
Übersicht des Anwesens

Lews Castle ist ein Herrenhaus an der Ostküste der schottischen Hebrideninsel Lewis. Selten wird es auch als Lewis Castle oder schottisch-gälisch Caisteal Leòdhais bezeichnet. Es liegt an der Bucht von Stornoway gegenüber der Inselhauptstadt Stornoway.
Das Herrenhaus geht auf die Seaforth Lodge des Clans MacKenzie zurück, den König Jakob VI. von Schottland zu Beginn des 17. Jahrhunderts mit der Entwicklung der Insel betraute. Die MacKenzies, später als Earls of Seaforth, bestimmten von diesem Standort aus über beinahe zwei Jahrhunderte die Geschicke von Lewis. 1844 erwarb der Kaufmann Sir James Matheson die Insel. Er ließ die Seaforth Lodge zugunsten der Errichtung von Lews Castle am selben Ort abbrechen. Des Weiteren stieß Matheson die Anlage der weitläufigen Parks und Gärten an. Der Großindustrielle William Lever kaufte die Insel im Jahre 1918. Wenige Jahre vor seinem Ableben überließ er 1923 das Herrenhaus mit seinen Ländereien den Bürgern von Stornoway. Während der Nutzungsphase als Militärhospital während des Zweiten Weltkriegs verschlechterte sich der Zustand des Anwesens. In den 1950er Jahren wurde dort das Lews Castle College eingerichtet. Nachdem Lews Castle über einen längeren Zeitraum leergestanden hatte, begannen 2012 die Restaurierungsarbeiten, die drei Jahre später abgeschlossen wurden. Seit 2016 beheimatet es das Lews Castle Museum.
Die einbettende bewaldete Parkanlage mit teils exotischem Bestand bildet einen auffälligen Kontrast zu der weitgehend kargen Umgebung. Als einzige Anlage auf den Äußeren Hebriden ist Lews Castle als Site of Special Scientific Interest ausgewiesen – einem Gebiet von besonderem Interesse für den Naturschutz. Sowohl Lews Castle als auch mehrere Außenbauwerke sind als Einzeldenkmale in den schottischen Denkmallisten verzeichnet. Neben dem Herrenhaus wurde hierbei auch die Sea Gate Lodge eigenständig als Denkmal der höchsten Kategorie A eingestuft. Historic Scotland stuft die Gesamtanlage Lews Castle durch die Verleihung des höchsten Prädikats „herausragend“ in fünf von sieben Kategorien als besonders bedeutend ein.

## Geschichte
Archäologische Funde belegen, dass Lewis bereits in der Steinzeit besiedelt war. Vermutlich stellte der geschützte Naturhafen an der heutigen Inselhauptstadt Stornoway im Nordosten der Insel bereits zu diesen Zeiten einen attraktiven Siedlungsraum dar. So zeugt unter anderem ein Cairn auf der Anhöhe Cnoc na Croich in der Parkanlage südwestlich von Lews Castle von früherer Besiedlung dieser Region. Das rund 24 m durchmessende Bauwerk beinhaltet wahrscheinlich zwei Kammern, wurde jedoch bisher keiner eingehenden archäologischen Untersuchung unterzogen.
Vermutlich waren es Wikinger, die im 9. Jahrhundert die ersten geschlossenen Siedlungen auf Lewis gründeten. Auch sie ließen sich an der heutigen Bucht von Stornoway nieder und errichteten womöglich die Keimzelle der späteren Stadt. Zu dieser Zeit beherrschten ausgedehnte Waldlandschaften das Bild der Insel, welche erst durch Brandrodung und intensive Schafhaltung ihr heutiges karges Aussehen erhielt. Seit dem Mittelalter befand sich auch die Gerichtsbarkeit der Insel an diesem Ort, wovon der im heutigen Lews Castle Park gelegene Cnoc na Croich („Galgenhügel“) zeugt. Ein kleinerer Cairn aus neueren Zeiten markiert vermutlich den Standort des Galgens.
Im 12. Jahrhundert entstand eine Festung am Ort des heutigen Hafens von Stornoway, wodurch die Region weiter an Bedeutung gewann. Nachdem die nordischen Nicholsons (auch MacNicols) bis ins frühe 14. Jahrhundert Lewis beherrscht hatten, übernahmen die einheimischen MacLeods das Zepter. Im frühen 17. Jahrhundert galten die Bewohner von Lewis als barbarisch mit rohen Sitten. Um die Insel zu entwickeln, sprach Jakob VI. von Schottland (ab 1603 Jakob I. von England) 1610 den MacKenzies of Kintail Lewis zu. Bereits 1607 wurde Stornoway auf königlichen Erlass der Status eines Burgh of Barony verliehen. Nachdem die MacKenzies zunächst nur schrittweise an Einfluss gegenüber den MacLeods gewonnen hatten, brach die Zerstörung der MacLeod-Festung durch Truppen Cromwells deren Vorherrschaft.

### Lewis unter den Mackenzies of Kintail

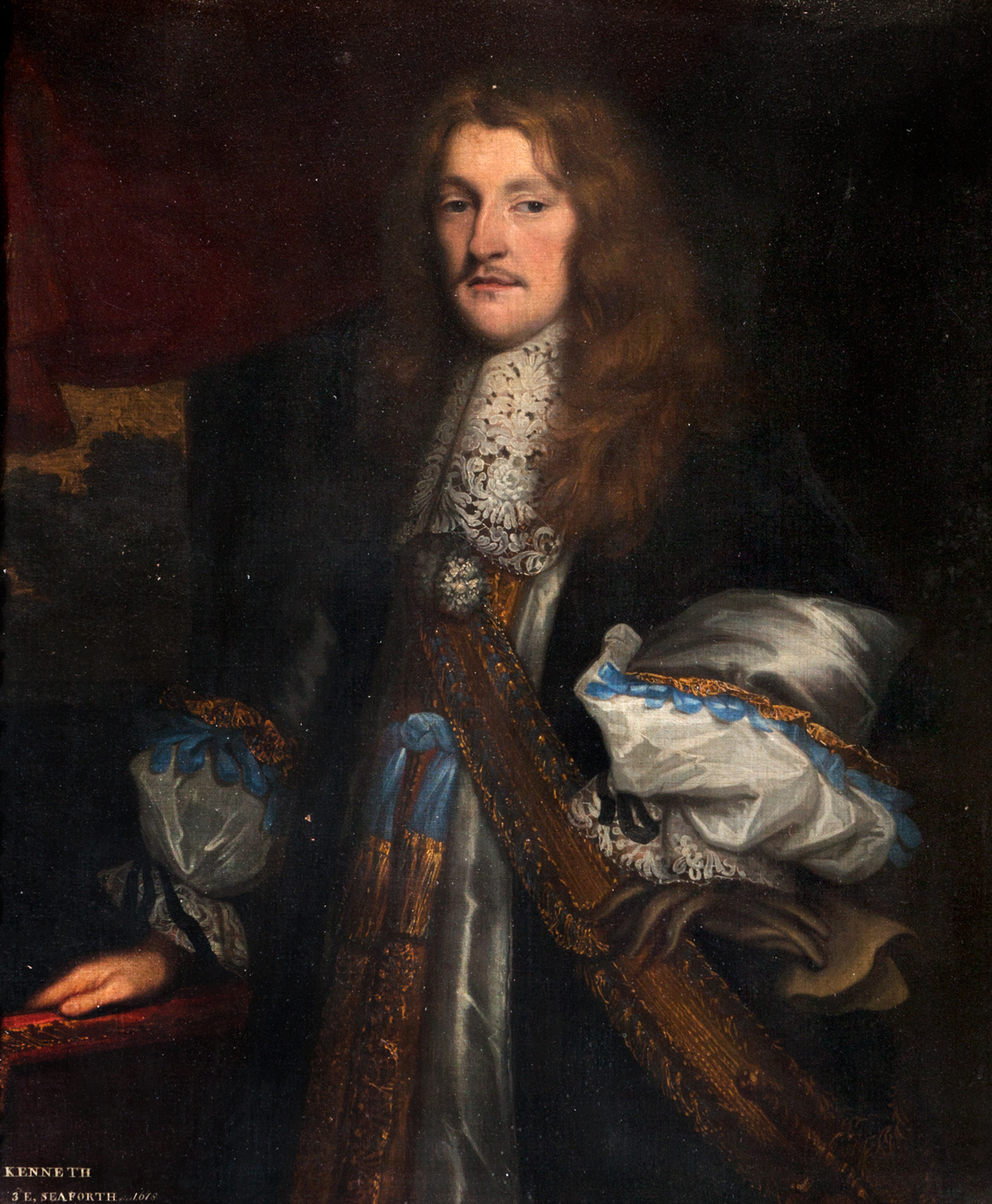
Kenneth Mackenzie, 3. Earl of Seaforth; Ölgemälde vermutlich von John Michael Wright

Mit der Herrschaft der MacKenzies of Kintail über Lewis and Harris entstand eine neue Linie des Clans. 1623 wurde Colin MacKenzie als erster Earl of Seaforth installiert. Die Bezeichnung des Earldoms leitet sich von dem Meeresarm Loch Seaforth ab, der einen Teil der natürlichen Grenze zwischen Lewis und Harris bildet. Brahan Castle, der Stammsitz der Earls of Seaforth, befand sich jedoch nicht auf den Hebriden, sondern lag in der Nähe von Dingwall in Easter Ross. Um einen Stützpunkt auf Lewis zu schaffen, errichteten die Earls of Seaforth bis spätestens 1680 ein herrschaftliches Landhaus auf dem rauen Gelände westlich von Stornoway, das sie „Seaforth Lodge“ tauften. Von diesem steuerten sie bis in das 19. Jahrhundert die Geschicke der Insel. Zu keinem Zeitpunkt bewohnten sie das Anwesen jedoch dauerhaft und nahmen nur gelegentlich die beschwerliche Reise durch die Highlands auf sich, um ihren Verpflichtungen auf Lewis nachzukommen.
Die Earls of Seaforth unterstützten zunächst die Herrscherdynastie der Stuarts, schlossen sich aber bei der Glorious Revolution 1688 den jakobitischen Thronprätendenten an. Nichtsdestotrotz blieb das Earltum unter den folgenden Stuartherrschern erhalten. Neben den Dukes of Argyll, Atholl und Gordon erwuchsen die Earls of Seaforth in dieser Zeit zu einer der vier einflussreichsten Adelslinien der Highlands. Da sich die abgelegene Insel Lewis als sicherer Hafen für die jakobitische Sache erwiesen hatte, fanden in der Seaforth Lodge konspirative Zusammenkünfte zur Planung der Jakobitenaufstände von 1715 statt. Nach der Niederschlagung der Aufstände traten William Mackenzie, 5. Earl of Seaforth, dessen Earlswürde 1716 aberkannt worden war, und die adligen Anführer der Aufstände 1719 in der Seaforth Lodge zusammen. Dort wurde die Allianz aus jakobitischen und spanischen Truppen geschmiedet, die schließlich bei der Schlacht von Glen Shiel im Juni desselben Jahres den britischen Royalisten unterlag. Trotz seiner prominenten Rolle bei den Aufständen wurde William Mackenzie, 5. Earl of Seaforth 1726 begnadigt, ohne jedoch seine Adelstitel zurückzuerhalten. Mit Kenneth Mackenzie, 1. Earl of Seaforth wurde die Linie der Earls of Seaforth 1771 fortgeführt. Die Linie der Mackenzies of Seaforth starb mit dem Ableben von Francis Mackenzie, 1. Baron Seaforth im Jahre 1815 aus.
Unter den MacKenzies immigrierten Familien vom schottischen Festland nach Lewis. Sie brachten das Wissen um effizientere landwirtschaftliche Arbeitsweisen auf die Insel. Die Earls of Seaforth förderten die Schaffung von Weide- und Ackerflächen und implementierten mit dem Crofting ein Pachtwesen, das die Bewohner in Abhängigkeit hielt und sie zwang, Gelegenheitsarbeiten zu übernehmen, da ihnen kein Gemeinsames Land mehr zur Verfügung stand. Infolge der Bemühungen gelangten viele Inselbauern zu einem gewissen Wohlstand. So wurde Lewis nicht nur weitgehend unabhängig von Importen, sondern exportierte gar Teile seiner Feldfrüchte. Einhergehend setzte eine kulturelle Entwicklung der Inselbewohner ein.
Mit dem Ableben Francis Mackenzies fiel Lewis dessen Tochter Mary zu. Wenige Jahre später heiratete sie James Stewart, der fortan den Namen Stewart-Mackenzie führte. In den folgenden Jahrzehnten setzten die Stewart-Mackenzies die Bemühungen der Earls of Seaforth fort. So wurden in der Zeit mehrere Schulen gegründet und das Anwesen der Seaforth Lodge gepflegt. In den 1830er Jahren wurde eigenes Papiergeld ausgegeben, dessen Gestaltung sich an der 1-Pfund-Note orientierte. Mit dem Tod Stewart-Mackenzies 1843 endete die Herrschergeschichte der Mackenzies auf Lewis.

### Matheson, Lever und Lews Castle

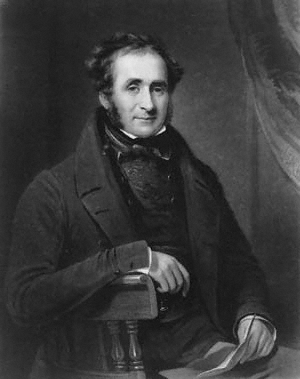
Sir James Matheson, 1. Baronet um 1837

Sir James Matheson, 1. Baronet, der sein Vermögen mit dem Opiumhandel im Fernen Osten gemacht hatte, erwarb die Insel Lewis 1844 zum Preis von 190.000 £. Bereits kurze Zeit später begannen Planungen für den Neubau eines Herrenhauses am Standort der Seaforth Lodge. Nachdem die feierliche Grundsteinlegung sicher auf den 30. November 1847 datiert werden kann, sind in der Literatur verschiedene Angaben bezüglich der Fertigstellung verzeichnet. So wurden die Arbeiten entweder 1851, 1854 oder 1860 abgeschlossen. Die Diskrepanzen sind vermutlich auf unterschiedliche Definitionen des Endzeitpunkts zurückzuführen und spiegeln die über Jahrzehnte andauernde Anlage von Außengebäuden wider. Die Gesamtkosten beliefen sich auf rund 60.000 £. In einer zweiten, teils parallel laufenden Bauphase, ließ Matheson das junge Lews Castle in eine ausgedehnte Parkanlage einbetten. Diese Maßnahme erforderte neben dem Einzug von Acker- und Weideflächen die Evakuierung und Einebnung verschiedener Höfe und landwirtschaftlich geprägter Weiler, wodurch Matheson sich den Unmut der Bevölkerung zuzog. Auf der anderen Seite bedeuteten die Baumaßnahmen die Schaffung von Arbeitsplätzen und Bereitstellung von Nahrungsmittel in einer durch die Hungersnot infolge von Kartoffelfäule gezeichneten Zeit. Auch wurde die Verkehrsinfrastruktur im Zuge der Arbeiten vollständig überarbeitet und modernisiert, sodass die öffentlichen Straßen das erweiterte Anwesen säumten. Die Arbeiten schlugen mit 49.000 £ zu Buche. Eine andere Quelle spricht von Gesamtinvestitionen von 306.500 £ auf der Insel, davon 100.000 £ allein für Lews Castle. Matheson verstarb 1878 und die Insel Lewis wurde innerhalb der Familie vererbt.

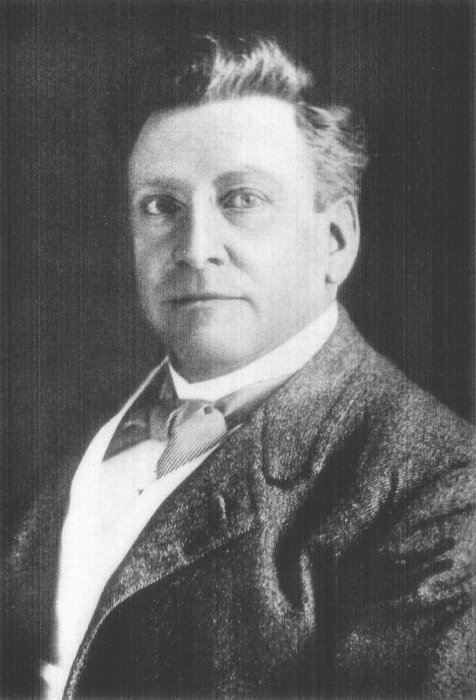
William Lever, 1. Viscount Leverhulme

1918 erwarb William Lever, 1. Viscount Leverhulme, Mitgründer des Reinigungsmittelherstellers Lever Brothers (heute Teil des Unilever-Konzerns), die Insel Lewis zum Preis von 143.000 £. Im folgenden Jahr fügte er auch Harris, den südlichen Teil der Doppelinsel Lewis and Harris, seinen Besitztümern hinzu. Innerhalb von drei Jahren wandte Lever 2 Millionen £ zur Entwicklung der Wirtschaftsstruktur der Insel auf, wobei er einen Fokus auf Stornoway legte. Auch Lews Castle modernisierte Lever umfassend. So ließ er das Gebäude elektrifizieren, eine Heizung sowie eine Telefonanlage installieren und zusätzliche Baderäume einrichten. Damit verfügte Lews Castle als erstes Gebäude der Insel über eine Versorgung mit elektrischem Strom. Mit dem am Kopf der Bucht erbauten erforderlichen Kraftwerk wurde erstmals überhaupt Strom auf der Doppelinsel produziert.
Neben der optischen Überarbeitung des Innenraums wurde im Zuge der Arbeiten auch ein Ballsaal hinzugefügt. Einladungen für die dort veranstalteten Bälle waren begehrt und zahlreiche Standesgenossen statteten in der Folgezeit Lews Castle einen Besuch ab. Wie auch anderenorts trat schließlich 1923 Levers philanthropische Ader hervor und er schenkte Lews Castle mitsamt einem 270 Hektar umfassenden Landstück den Bewohnern des Parishs Stornoway. Als Bedingungen waren die städtische Nutzung des Anwesens und die Einrichtung des Sitzes des Provosts in Lews Castle an die Schenkung geknüpft. Es erfolgte die Einrichtung des Stornoway Trust, welcher das Anwesen im Sinne der Bevölkerung verwalten sollte.
Infolge der schlechten gesamtwirtschaftlichen Situation in den 1920er und 1930er Jahren in Kombination mit den steigenden Instandhaltungskosten für Lews Castle sah sich der Stornoway Trust gezwungen, das Anwesen an Lord Portarlington zu vermieten. Während des Zweiten Weltkriegs nahm die Marine das Herrenhaus in Beschlag und nutzte es vornehmlich als Marinehospital. Zum Schutz der Anlage wurden unweit des Gebäudes Flugabwehrgeschütze und Behelfsbaracken zur Unterbringung von Soldaten errichtet. Diese Nutzungsperiode hatte eine erhebliche Verschlechterung des Gesamtzustands des Anwesens zur Folge. Nicht nur wucherten die angelegten Wälder ungepflegt, auch wurden die in den 1870er Jahren errichteten Glashäuser mit ihrer Sammlung exotischer Pflanzen dergestalt beschädigt, dass sie im Nachgang abgebrochen werden mussten. 1953 veräußerte der Stornoway Trust Lews Castle zusammen mit einem rund fünf Hektar großen Grundstück an die Regierung von Ross and Cromarty. Diese richtete dort das Lews Castle College ein. 1980 wurde Lews Castle in das Register gefährdeter denkmalgeschützter Gebäude aufgenommen. Sein Zustand hatte sich im Laufe des Jahrhunderts zusehends verschlechtert und die bei Arbeiten des Architekten Charles Wilsons häufig auftretenden strukturellen Mängel, auf welche ein Ingenieur bereits in der Bauphase hingewiesen hatte, traten zu Tage. Auf Grund dessen zog das College 1988 zunächst in ein Hotel um und bezog schließlich 1998 einen Neubau auf den Ländereien von Lews Castle. Nach substanziellen Restaurierungen wurde das Herrenhaus in den 1990er Jahren bis 1996 zeitweise genutzt. Mit dem Auszug des Hausmeisters stand das Gebäude schließlich ab 2002 leer. Im Folgejahr wurde die Lews Castle Trust Ltd. gegründet, eine Gesellschaft zur Bewahrung von Lews Castle.

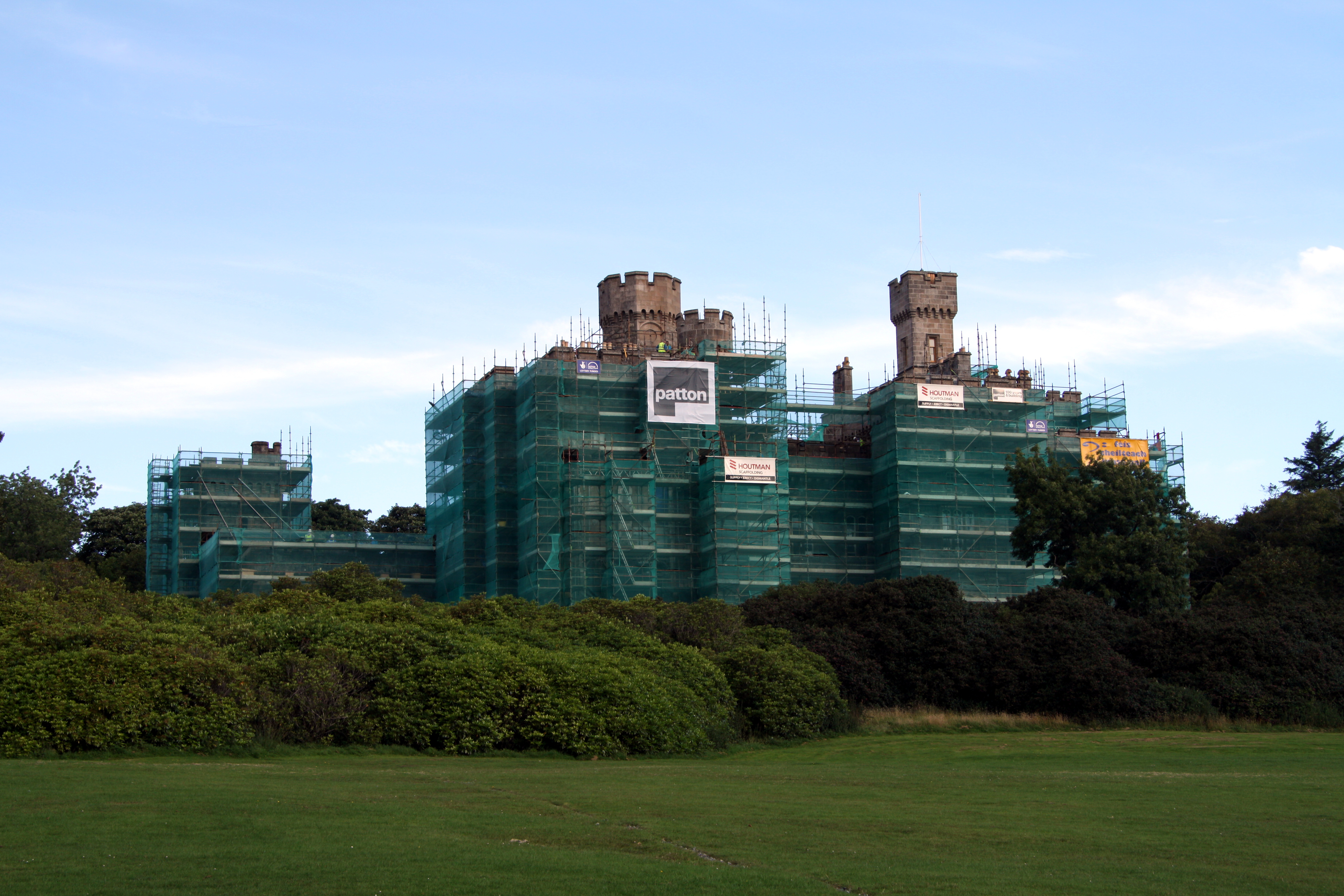
Einrüstung während der Restaurierungsarbeiten im Sommer 2012

Seit den 1980er Jahren wurden Möglichkeiten der Weiternutzung von Lews Castle ausgelotet. So wurden die Einrichtung eines Kunstzentrums, eines Altenheims, eines Hotels sowie die Umwandlung zu Wohnraum diskutiert, für welche von behördlicher Seite finanzielle Zuschüsse in unterschiedlichen Höhen bereitgestellt werden sollten. Letztendlich fiel 2010 die Entscheidung zur Einrichtung eines Museums mit angeschlossenem Hotel, wofür finanzielle Mittel durch Historic Scotland, den Heritage Lottery Fund und den Europäischen Fonds für regionale Entwicklung zur Verfügung gestellt wurden. 2012 lief die erste Phase dieses Projekts an, zu der alleine der Heritage Lottery Fund 4,3 Mio. £ bereitstellte. Nach Ausschüttung einer weiteren Tranche in Höhe von 1,3 Mio. £ im Jahre 2013 wurde die zweite Bauphase 2015 abgeschlossen.
Nachdem die Einrichtung des Museums, das auf die Geschichte von Lewis fokussiert, 2014 anlief, öffnete es im Juli 2016 die Pforten. Ungewöhnlich ist die zweisprachige Textgestaltung in Schottisch-Gälisch und englisch, wobei ersteres die Hauptsprache ist. Neben dem Erdgeschoss von Lewis Castle nutzt das Museum einen modernen Anbau an der Westseite des Herrenhauses.

## Bauwerke

### Seaforth Lodge

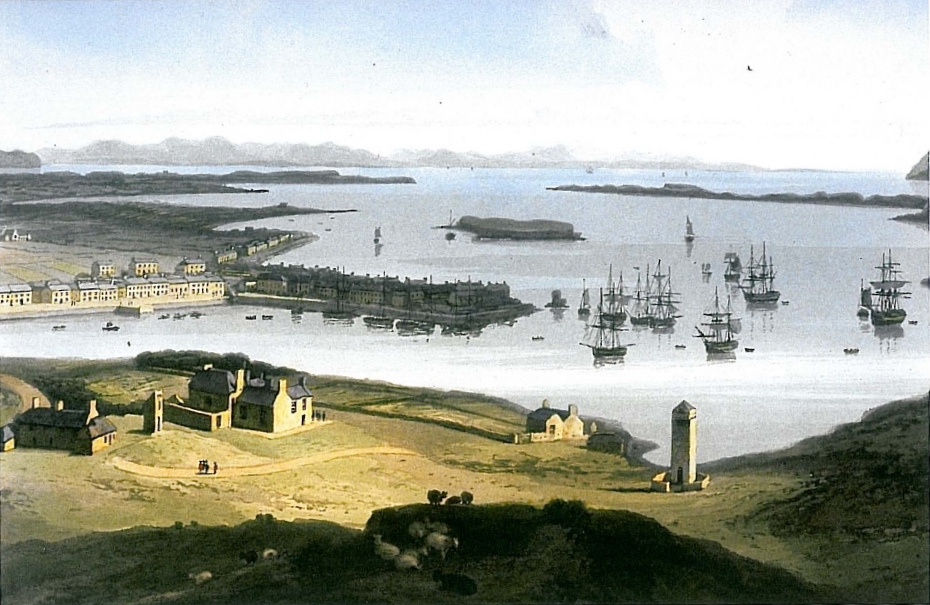
Blick über die Seaforth Lodge nach Stornoway; William Daniel, 1819

Die Seaforth Lodge der Mackenzies nahm eine leicht erhabene Position auf der Stornoway gegenüberliegenden Seite der Bucht ein. Über das Gebäude sind nur wenige Aufzeichnungen erhalten. Neben Flurkarten aus den Jahren 1785 und 1820 existieren Bilder aus den Jahren 1789, 1790 und 1819. Zwei der Bilder zeigen die Seaforth Lodge als zweistöckiges Gebäude, an das im Südosten zwei weitere Flügel angrenzen. Das Gemälde von 1790 zeigt hingegen nur ein einstöckiges Hauptgebäude, an welchem Bauarbeiten vorgenommen werden, sodass eine Geschossaufstockung um diese Zeit in Betracht gezogen wird. Auch ein Flügel im Südwesten könnte in dieser Bauphase entstanden sein. Im Erdgeschoss des entfernt an ein Tower House erinnernden Hauptgebäudes sind keine Fensteröffnungen vorhanden. Die Zeichnungen legen nahe, dass die Seaforth Lodge mit einer umlaufenden Balustrade und Walmdach abschloss. Sie war in weißer Farbe gestrichen und bildete damit einen auffälligen Kontrast zu der umgebenden Landschaft. Am Ufer befand sich eine Anlegestelle für die Schiffe der Earls. Die auf den Gemälden erkennbaren Außengebäude wurden nicht identifiziert. Verschiedene Quellen vermerken unweit des Herrenhauses ein kleines Wäldchen in der sonst weitgehend baumlosen Landschaft. Dies ist konsistent mit dem Vermerk einer Pflanzen- und Saatlieferung in einem Brief von Brahan Castle aus dem Jahre 1829.
Für den Bau von Lews Castle wurde die Seaforth Lodge wahrscheinlich zumindest großteils abgebrochen. Sicher stammen heute nur noch die Überreste einer Mauer von dem alten Herrenhaus. Sein Standort stimmt jedoch mit dem von Lews Castle überein, sodass über eine mögliche Inkorporation ganzer Gebäudesegmente in die Struktur von Lews Castle spekuliert wird. So stammen zwei umgearbeitete Kragsteine an einem Turm eindeutig nicht aus der Bauzeit von Lews Castle. Spuren an den Bauteilen könnten auf die Verwendung an einem Balustradenaufbau hindeuten, was im Einklang mit der vermuteten Architektur der Seaforth Lodge steht. Eindeutige Beweise liegen jedoch in keinem Fall vor.

### Lews Castle
Die rund 270 Hektar umfassenden Ländereien von Lews Castle erstrecken sich westlich von Stornoway und nutzen im Südosten die Bucht von Stornoway als natürliche Grenze. Matheson beauftragte in den 1840er Jahren den aus Glasgow stammenden Architekten Charles Wilson mit der Planung des Herrenhauses. Als Schüler David Hamiltons orientierte sich Wilson an dessen architektonischem Schaffen. Sein Entwurf im tudorgotischen Stil weist deutliche Parallelen zu Hamiltons Lennox Castle und Castle Toward sowie zu Drummuir Castle auf. Lews Castle sollte Wilsons umfangreichster Auftrag bleiben. Seine originalen Baupläne sind verschollen und könnten einem Brand im Rathaus Stornoways im Jahre 1918 zum Opfer gefallen sein.
Mehrere Türme, von denen der höchste 31 m aufragt, dominieren die Silhouette des asymmetrisch aufgebauten, zwei- bis dreistöckigen Herrenhauses. Sein Mauerwerk besteht aus lokal gebrochenem Stein, der zu ungleichförmigen Quadern behauen und zu einem Schichtenmauerwerk verbaut wurde. Farblich abgesetzt sind die Natursteineinfassungen aus gelblichem Importstein an Fenstern und Türen. Bewusst wurde ein unregelmäßiger Fassadenverlauf mit versetzten Bauteilen und Ausluchten gewählt. Sämtliche Gebäudeteile schließen mit auf Kragsteinen gelagerter Zinnenbewehrung aus poliertem Quaderstein, welche die dahinterliegenden, meist flachgeneigten Dächer weitgehend verdeckt. Die gleichmäßig angeordneten Fenster sind mit steinernen Fensterpfosten und -sprossen gearbeitet und insbesondere in den unteren Stockwerken gekuppelt und mit Tudorbögen schließend.
Während die Hauptfassade nach Osten, also Richtung Stornoway weist, befindet sich der Eingangsbereich am Fuße eines leicht aus der Fassade hervortretenden, vierstöckigen Turms an der Nordseite. Er ist mit einer flachen Porte-cochère und zwei Eingangsportalen gestaltet, von denen sich nur noch eines in Nutzung befindet. Die Portaleinfassung ist schlicht und ebenso wie die abschließenden Stürze mit Harl verputzt. Von der gegenüberliegenden Südseite geht ein flacher Festsaal ab, dessen Brüstung groteske Wasserspeier zieren. Angrenzend ließen Sir James Mathesons Erben um 1870 ein geschwungenes Gewächshaus hinzufügen, in dem exotische Blumen, Büsche und Farne gezüchtet wurden. Infolge von Verwahrlosung und Zerstörung im Laufe des Zweiten Weltkriegs musste das wuchtige Gebäude nach Kriegsende abgebrochen werden. Ein verhältnismäßig hoher Backsteinkamin an dieser Gebäudeseite könnte die Abluft der zugehörigen Heizung geführt haben und damit ein Überbleibsel des Gewächshauses sein.
Die Eingangstüre führt auf einen langen Korridor mit Fächergewölbe, der bis an das Rundbogenportal des Festsaals reicht. Linkerhand gehen reich mit Pilastern und Gesimsen ornamentierte und im viktorianischen Stil ausgestaltete Gesellschaftsräume ab. Zur Rechten liegen hingegen die Wirtschaftsräume der Bediensteten. Eine Treppe mit gusseiserner Balustrade führt in das erste Obergeschoss mit den ehemaligen Privaträumen Mathesons sowie Räumlichkeiten für hohe Gäste. Im zweiten Obergeschoss sind die Bedienstetenquartiere sowie einfachere Gästezimmer gelegen. Unter Leverhulme wurde der Festsaal zu einem Ballsaal mit ionischen Säulen umgebaut. Die Wände waren einst mit Wandteppichen behangen, die heute in der Lady Lever Art Gallery in Port Sunlight ausgestellt sind.
Als Kategorie-A-Denkmal ist Lews Castle als Baudenkmal der höchsten Kategorie klassifiziert, die Bauwerken von internationaler Bedeutung zugewiesen wird.

### Matheson Memorial

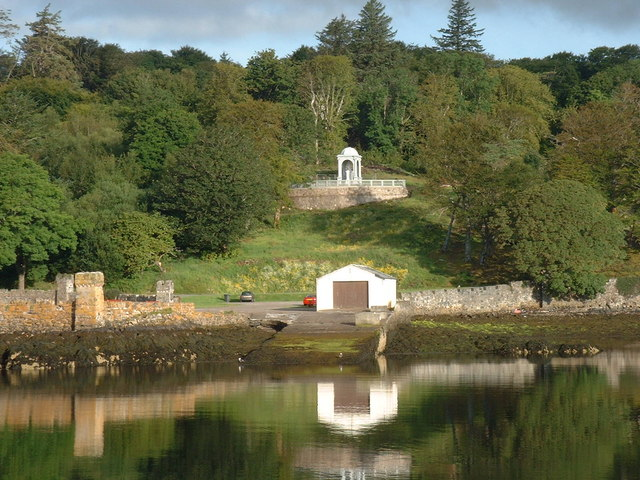
Das Matheson Memorial von Stornoway aus gesehen

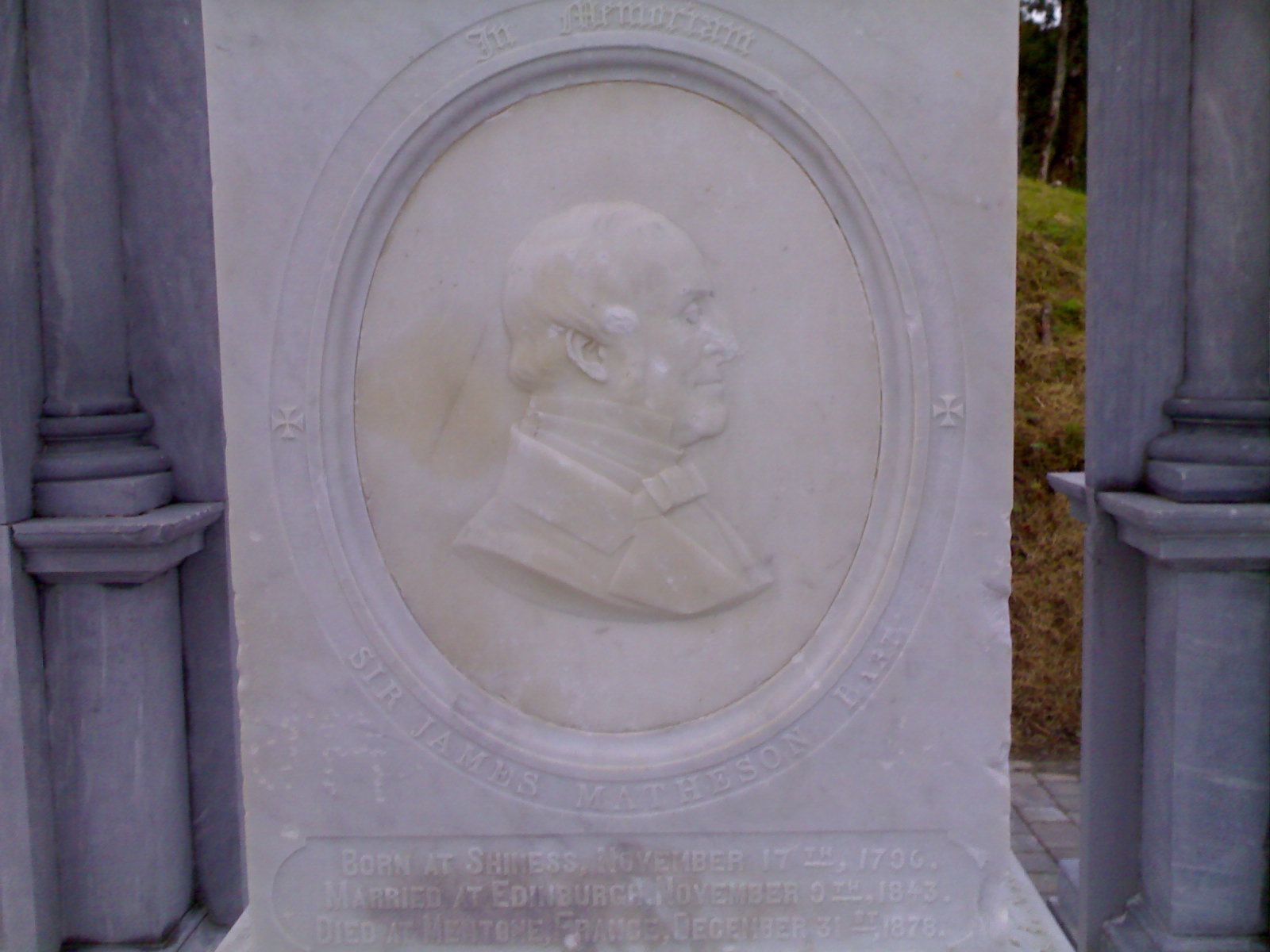
Marmorne Gedenkplakette

1880 veranlasste Lady Matheson die Errichtung dieses Denkmals zur Erinnerung an ihren 1878 verstorbenen Ehemann. Es wurde in Hanglage oberhalb der älteren Befestigungsmauer angelegt, die in einem geschwungenen Bogen der Küstenlinie folgt. Das Bauwerk liegt rund 300 m südwestlich von Lews Castle und bildet von Stornoway aus eine auffällige Landmarke in der Parklandschaft (Lage: 58° 12′ 32,5″ N, 6° 23′ 49,2″ W). Statue und Sockel sind aus weißem Marmor gehauen und stilistisch an die französische Renaissancearchitektur angelehnt.
Vier korinthische Säulen tragen einen quadratischen, marmornen Baldachin. Dieser überspannt die zentrale Statue. Rundbögen füllen die oberen Säulenzwischenräume aus. Der Ursprung des Familienvermögens aus dem Opiumhandel spiegelt sich in der Verzierung der Kuppel mit Mohnblüten wider. In den Sockel ist eine ovale Plakette eingelassen. Sie zeigt ein Relief Mathesons im Profil umrahmt von der Inschrift „IN MEMORIAM • SIR JAMES MATHESON“. Darunter sind die wichtigsten Lebensdaten angegeben.

“Born at Shiness, November 17th 1796/Married at Edinburgh, November 9th 1843/Died at Mentone, France, December 31st 1878.”

„Geboren in Shiness, 17. November 1796/Verheiratet in Edinburgh, 9. November 1843/Gestorben in Mentone, Frankreich, 31. Dezember 1878.“

In den Jahren 2005 und 2006 wurde das Bauwerk umfassend restauriert. Im Zuge dieser Arbeiten wurden Plakette und Statue 2005 wieder an ihre ursprünglichen Plätze versetzt. Das Matheson Memorial ist als Einzeldenkmal der Kategorie B in den Denkmallisten verzeichnet.

### Marybank Lodge
Am nordwestlichen Zufahrtsweg zu Lews Castle, direkt jenseits der Umfriedungsmauer, liegt die Marybank Lodge. Sie steht damit nur wenige Meter abseits der A859 etwa hundert Meter unterhalb der Einmündung in die A858 (Lage: 58° 12′ 59,4″ N, 6° 24′ 32,9″ W). Ein schmiedeeisernes, an gusseisernen Pfosten verankertes Tor verschließt den einfahrenden Kutschweg. Durch flankierende, kleiner dimensionierte Tore gelangen Fußgänger auf das Gelände.
Die in die Denkmalkategorie C eingeordnete Marybank Lodge stammt wahrscheinlich aus der Mitte des 19. Jahrhunderts und wurde zusammen mit dem Hauptgebäude von Charles Wilson entworfen. Sie weist einen L-förmigen Grundriss auf mit einer wegseitig nach Südwesten gerichteten Vorderfront. Das Mauerwerk besteht aus grob zu Quadern behauenem Bruchstein, der zu einem verfugten Schichtenmauerwerk verbaut wurde. Die dunkle Farbe des Steins bildet hierbei einen deutlichen Kontrast zu dem gelblichen Naturstein, der an den Fenstereinfassungen und Türstürzen verbaut wurde. Der Eingangsbereich des einstöckigen Gebäudes befindet sich im Innenwinkel. Giebelseitig tritt eine Auslucht mit drei Fenstern heraus. Ein nach Nordwesten weisender Blindgiebel trug möglicherweise einst einen Kamin, der zwischenzeitlich entfernt wurde. Der Hauptkamin befindet sich an der Gebäuderückseite oberhalb eines kleinen Anbaus mit Schleppdach. Das Dachgeschoss der Lodge ist ausgebaut und wird durch Dachgauben und Dachfenster beleuchtet. Die Ziegeleindeckung des Dachs entspricht ebenso wie die Dachfenster nicht dem Originalzustand.

### Creed Lodge

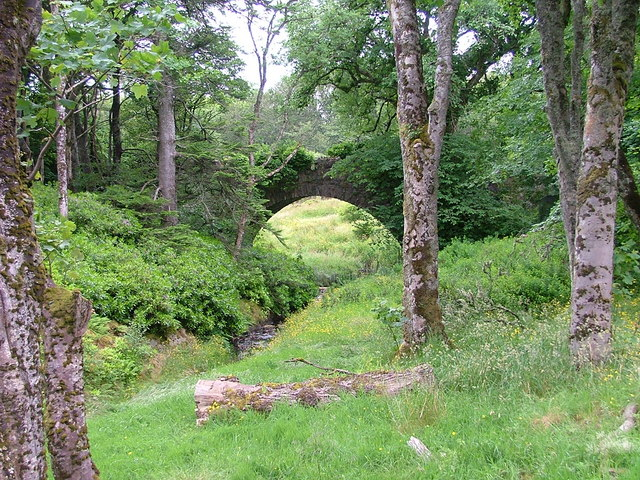
Brücke nahe der Creed Lodge

Die Creed Lodge flankiert die südwestliche Zufahrt zu Lews Castle. Das Wohngebäude ist als Kategorie-C-Denkmal geschützt. Ähnlich der Marybank Lodge liegt sie nur wenige Meter abseits der A859 direkt jenseits der Umfriedungsmauer und überblickt zusammen mit dieser die beiden westlichen Zufahrtswege (Lage: 58° 12′ 20,1″ N, 6° 25′ 9,9″ W). Die Lodge wurde wahrscheinlich von Wilson entworfen und stammt aus dem Bauzeitraum von Lews Castle. Das zweistöckige Bruchsteinbauwerk weist einen länglichen Grundriss auf. Es schließt mit einem schwach geneigten Flachdach unterhalb dessen ein Kranzgesims auf Konsolen umläuft. Möglicherweise schloss das Dach einst mit Zinnen, welche dem Gebäude einen bewehrten Charakter verliehen. Kragsteine tragen ein unterhalb des Daches verlaufendes Gesims. Straßenseitig tritt ein burgähnlicher Turm mit quadratischem Grundriss hervor, dessen Seiten diagonal zur Fassadenflucht verlaufen. Dieser bildete einst möglicherweise eine harmonische Einheit mit den Zinnen. Im Gegensatz zu dem Sichtmauerwerk sind die Tür- und Fensterstürze gestrichen und damit farblich abgesetzt. Ursprünglich befand sich die Eingangstüre wegseitig. Die Öffnung wurde jedoch zwischenzeitlich teilweise verschlossen und durch ein Fenster ersetzt. Die Überdachung an der Ostfassade entspricht wahrscheinlich auch nicht dem Originalzustand.
Die im Bereich der Zufahrt eingebuchtete Bruchsteinmauer ist auf Höhe der Creed Lodge deutlich niedriger als an der Marybank Lodge. Darauf ist ein schmiedeeiserner, mit Spitzen bewehrter Zaun verankert. Die Zufahrt besteht aus einem zentralen Kutschweg mit flankierenden Fußgängerwegen. Stilistisch harmonieren die schmiedeeisernen Tore mit dem Zaun. Hervorzuheben sind die offenen, gusseisernen Torpfeiler. Sie bestehen aus acht Einzelstäben, die sich zu einem oktogonalen Pfeiler vereinen. Die Pfeiler gelten als seltenes Beispiel für die hervorragenden handwerklichen Fertigkeiten in der frühen Zeit der Metallverarbeitung in der Umgebung von Stornoway.
Wenige Meter östlich verläuft ein kleiner Bach in Nord-Süd-Richtung, den eine Bogenbrücke aus Bruchsteinmauerwerk überspannt. Sie besteht aus einem einzelnen Segmentbogen und führt den Zufahrtsweg in östlicher Richtung. Rustiziertes Mauerwerk verblendet ihre Brüstungen.

### Porter’s Lodge

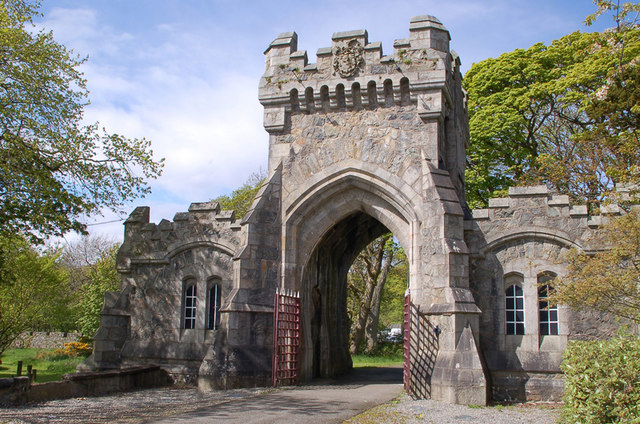
Die Porter’s Lodge am Westrand von Stornoway

Die Porter’s Lodge bildet die Hauptzufahrt zu Lews Castle aus Richtung Stornoway. Der Torbogen liegt am Westrand der Stadt abseits der heutigen A857 (Lage: 58° 12′ 57,3″ N, 6° 23′ 12,9″ W). Er überspannt einen von Bäumen gesäumten Kutschweg, der am Herrenhaus endet. Sein heutiger Verlauf entspricht nicht der ursprünglichen Wegführung, kreuzt diese jedoch mehrfach. Für die Gestaltung dieser aufwändigsten Zufahrt zeichnet vermutlich ebenfalls Wilson verantwortlich. Architektonisch bestehen Parallelen zu dem Torhaus der Southern Necropolis in Glasgow, das Wilson ebenfalls plante.
Porter’s Lodge besteht aus einem hohen Torbogen mit quadratischem Grundriss. Das Bruchsteinbauwerk weist einen quadratischen Grundriss auf. Es ist mit neogotischen Motiven sowie einer ornamentierten, auskragenden Zinnenbewehrung ausgestaltet, die einen burgähnlichen Charakter verleiht. Die Durchfahrt ist als ausgemauerter Spitzbogen gearbeitet. Ein zweiflügeliges, schmiedeeisernes Gittertor verschließt die Zufahrt.
An beiden Seiten schließen sich einstöckige Räumlichkeiten an. Analog dem Torhaus weisen sie quadratische Grundrisse auf und sind ebenso mit angedeuteten Zinnen verziert. Rundbogige Gesimse bekrönen die stadtwärts gerichteten, ausgemauerten Zwillingsfenster. Rückwärtig sind die Gebäude nicht identisch gestaltet. In den schottischen Denkmallisten ist die Porter’s Lodge in der Denkmalkategorie B gelistet. 1998 wurde sie in das Verzeichnis gefährdeter denkmalgeschützter Bauwerke in Schottland aufgenommen. Ihr Zustand wurde 2008 als schlecht, jedoch bei mäßiger Gefährdung eingestuft.

### Sea Gate Lodge

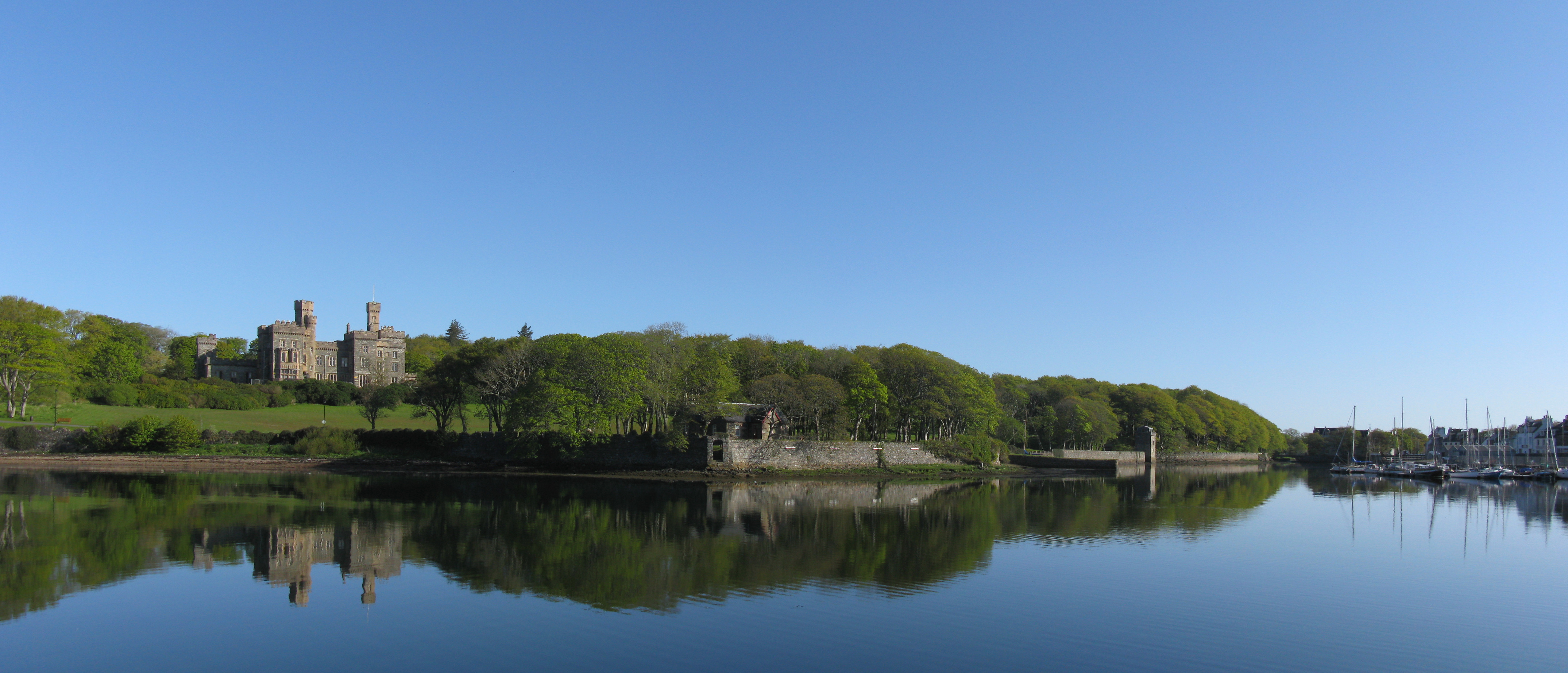
Befestigungsmauer mit der Sea Gate Lodge

Als einziges Außengebäude von Lews Castle ist die Sea Gate Lodge ebenso wie das Hauptgebäude als Kategorie-A-Denkmal klassifiziert. Explizit besteht ein Denkmalensemble aus Lodge und der Bruchsteinmauer entlang der Küstenlinie. Diese schließt mit einer Pseudozinnenbewehrung und greift damit den Festungscharakter von Lews Castle auf. An mehreren Stellen treten Wehrtürme heraus, welche das Mauerwerk ein kurzes Stück überragen. Am Nordende schließt die Mauer mit einem größeren, quadratischen Turm ab. Ein aufgesetztes Geschoss aus Holz entspricht nicht dem Originalzustand. Die Mauer zieht sich entlang der Küstenlinie bis jenseits von Cuddy Point, ein flaches natürliches Kap. Landseitig säumt sie ein Fußweg. Am Nordende befindet sich eine Slipanlage mit zwei stählernen Kranarmen. Dahinter liegt ein moderner Schuppen.
Da zu Bauzeiten keine Bedrohung vorlag, diente die Mauer keinem defensiven Zweck, sondern ist lediglich als Verzierung zu interpretieren. Auch die Türme sind lediglich als Scheinbauwerke zu verstehen, obschon sie ebenfalls mit umlaufenden Zinnen versehen sind. Vermutlich wurde ihr Bau um 1845 als eine der ersten Arbeiten auf dem Gelände begonnen. 2009 wurden die Anlagen in das Verzeichnis gefährdeter denkmalgeschützter Bauwerke in Schottland eingetragen. Ihr Zustand wurde 2010 als sehr schlecht bei gleichzeitig hoher Gefährdung eingestuft.
An einer Erweiterung der ursprünglichen Mauer an Cuddy Point aus dem Jahre 1868 ist eine Gedenkplakette eingelassen. Ihre Inschrift lautet:

“This wall at Cuddy Point is erected by me Anne Mary Perceval as a memento of deer [sic!] love and gratitude to the best of sons-in-law Sir James Matheson Bart MP in commemoration of the anniversary of his silver-wedding-day kept at Lews Castle Nov 19th 1868.”

„Diese Mauer am Cuddy Point wurde von Anny Mary Perceval als Zeichen ihren geschätzten Liebe und Dankbarkeit für den besten Schwiegersohn Sir John Matheson Bart (Baronet) MP (Mitglied des Parlaments) errichtet in Gedenken an seinen silbernen Hochzeitstag, der am 19. November 1868 auf Lews Castle begangen wurde.“

Die einstöckige Sea Gate Lodge weist einen T-förmigen Grundriss auf. Ihre Frontseite ist der Bucht zugewandt (Lage: 58° 12′ 36,3″ N, 6° 23′ 30,5″ W). Ursprünglich führten zwei Eingangstüren in den Innenwinkeln ins Gebäudeinnere, von denen der linke zwischenzeitlich durch Mauerwerk verschlossen wurde. An der linken Seiten tritt eine Auslucht hervor. Die Lodge schließt mit schiefergedeckten Satteldächern ab.

### Brücken
Zahlreiche Brücken führen die verschiedenen Wege auf dem Anwesen über die natürlichen und künstlichen Bäche. Eine kleine Brücke nahe der Creed Lodge bildet mit dieser ein Denkmalensemble. Zwei weitere Brücken sind als Einzeldenkmäler klassifiziert. Beide Brücken befinden sich nördlich des Herrenhauses und sind weniger als 200 m von diesem entfernt. Möglicherweise bestanden beide bereits zu Zeiten der Seaforth Lodge, obschon die Errichtung im Zuge der Bauarbeiten von Lews Castle als wahrscheinlicher angesehen wird. Die rund 200 m nordöstlich des Haupthauses gelegene Bogenbrücke ist für die Querung des schmalen Baches Allt nam Brog groß dimensioniert. Das aus Bruchstein bestehende Bauwerk überspannt das Gewässer mit einem Segmentbogen. Seine Flanken sind mit rustiziertem Sichtmauerwerk verkleidet. Schmiedeeiserne, spitz zulaufende Geländer bilden die Brüstungen. Seit 1993 besteht für die Brücke Denkmalschutz in der Kategorie B. Die zweite, ebenfalls namenlose Brücke ist als Denkmal der Kategorie C eingestuft. Es handelt sich um eine schlichte Bogenbrücke aus Bruchstein mit einer Spannweite von etwa 1,7 m. Ihre Brüstung ist sehr niedrig und kann kaum als solche bezeichnet werden.

### Moderne Bauwerke

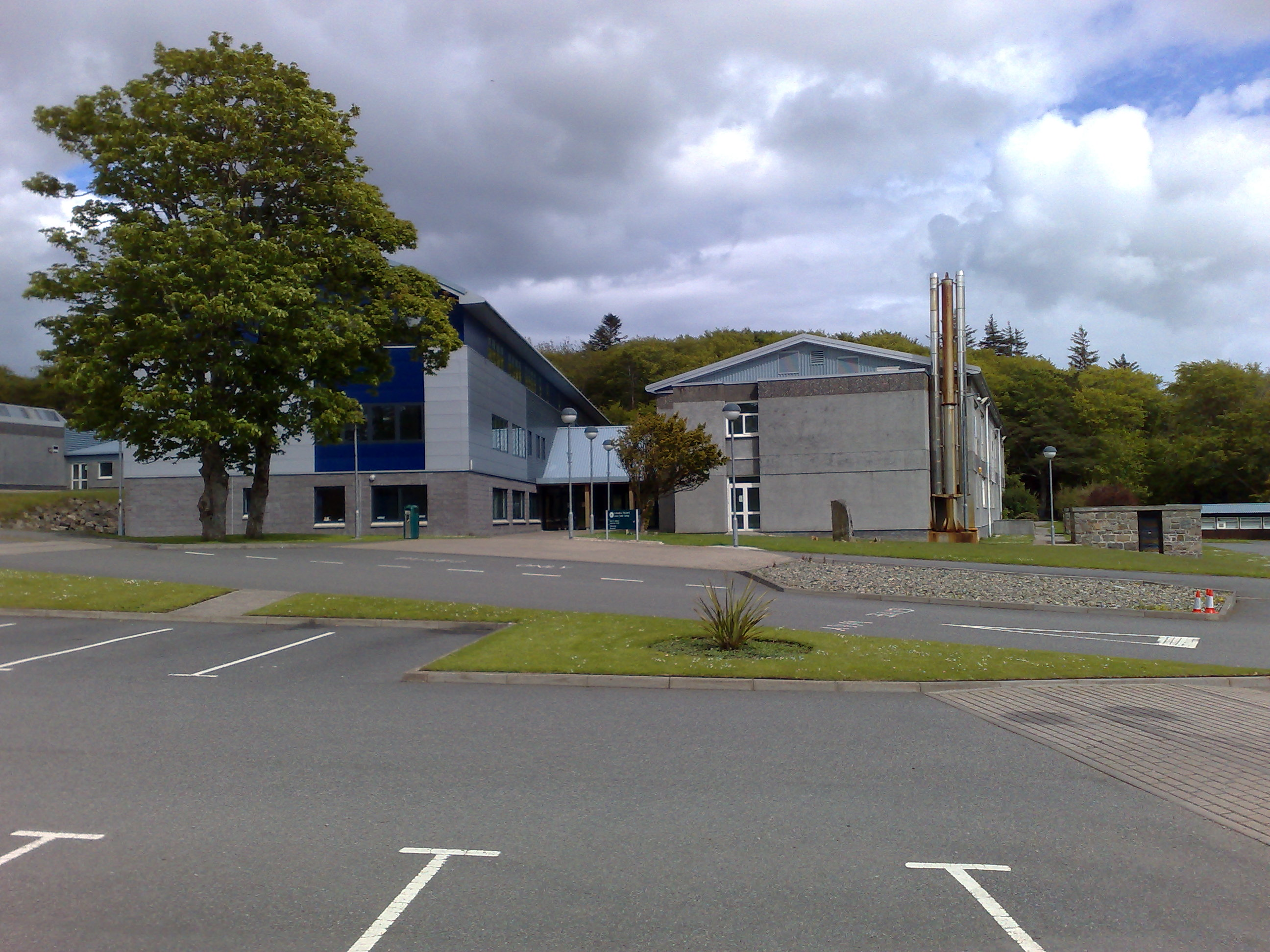
Neubau des Lews Castle College

Im Nordteil des Parks wurde in den 1940er Jahren eine 18-Loch-Golfanlage eingerichtet. Der Stornoway Golf Club betrieb zuvor eine Anlage rund vier Kilometer östlich in der Nähe des späteren Stornoway Airports. Nach der Einrichtung des Flugplatzes zu militärischen Zwecken wurde dem Verein 1946 das Gelände jenseits von Porter’s Lodge zugewiesen. Inmitten des Golfplatzes befanden sich einst zwei oktogonale Betonplatten. Diese wurden während des Zweiten Weltkriegs gegossen und dienten als Fundamente für Flugabwehrgeschütze. Ein Kommandostand mit Munitionsschuppen sowie zwei Bunker komplettierten die Anlage. Die backsteinernen Gebäude wurden zwischenzeitlich teilweise abgerissen und die Betonplattformen entfernt.
Eine weitere Militäranlage befand sich direkt südöstlich von Lews Castle. Sie bestand wahrscheinlich aus zwölf Hütten und könnte als Unterkunft der Marinesoldaten gedient haben, die im Hafen von Stornoway ausgebildet wurden. Die Anlagen wurden nach Kriegsende vollständig entfernt. Auf einer Landzunge rund 300 m südwestlich der Sea Gate Lodge befinden sich Gebäude einer Seerettungsstation. An der Westgrenze der Ländereien, zwischen Marybank Lodge und Creed Lodge, wird Stein abgebaut.
1953 richtete die Regierung von Ross and Cromarty das Lews Castle College in Lews Castle ein. Das College begann mit 93 Studenten und 9 Angestellten. Über die Jahrzehnte gewann es zunehmend an Bedeutung und ist heute Teil der University of the Highlands and Islands mit rund 2700 Studenten. Auf Grund baulicher Mängel verließ das College 1988 Lews Castle und zog zwischenzeitlich in ein Hotel um. 1998 bezog die Schule schließlich einen Neubau rund 150 m nordwestlich von Lews Castle, direkt südlich des Golfplatzes.

## Parkanlage

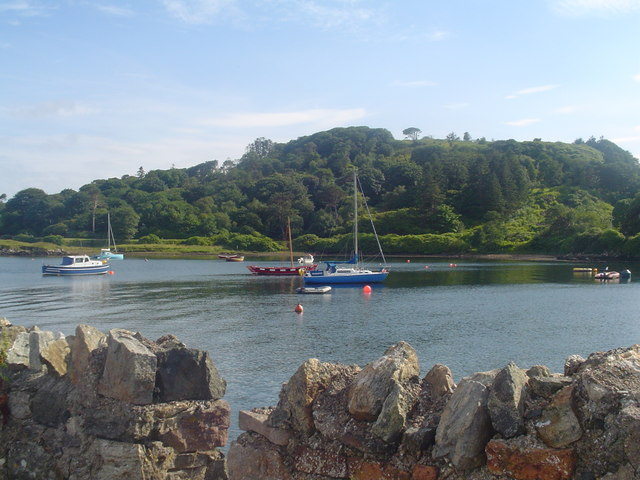
Blick auf Castle Park vom Hafen von Stornoway

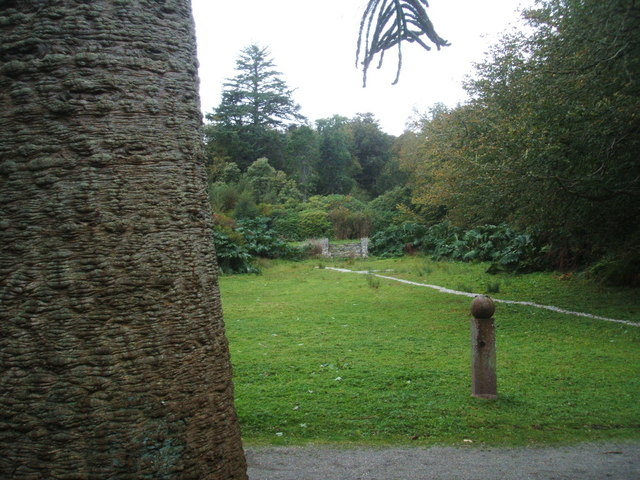
Diverser Pflanzenbestand, links der Stamm einer Chilenischen Araukarie

Lewis ist weitgehend baumlos und weite Flächen der moorigen Landschaften sind zu Heide degeneriert. Einen der wenigen Kontrastpunkte bildet die weitläufige Parkanlage von Lews Castle, die weite Teile des 270 Hektar umfassenden Anwesens einnimmt. Bereits aus Zeiten der Seaforth Lodge ist eine Saatlieferung beschrieben und einige Jahre später wird von einem kleinen Wäldchen berichtet, welches die Keimzelle des heutigen Waldes gewesen sein könnte. In seiner heutigen Ausdehnung entstand der Lews Castle Park jedoch mit Sicherheit erst unter der Führung Mathesons im Zuge der Errichtung von Lews Castle. Seine Anlage bedurfte der Räumung von Acker- und Weideflächen und Umsiedlung von Bauern. Des Weiteren erforderte die Abgrenzung der Fläche eine Neukonzeption des Straßennetzes westlich von Stornoway, wodurch der heutige Straßenverlauf in signifikantem Maße geprägt wurde.
Im Südwesten säumt die bis zur Südspitze Harris’ führende A859 die Umfriedungsmauer, bis die von der Westküste kommende A858 einmündet und eine Grenze im Nordosten und Norden bildet. Im Nordosten grenzt der Bayhead River die Ländereien vom Stadtgebiet Stornoways ab, der sich in südlicher Richtung zur Bucht von Stornoway erweitert und eine natürliche Barriere bildet. Im Süden schließt der Park den Greeta River (River Creed) ab seiner Kreuzung mit der A858 ein und läuft jenseits des südlichen Ufers aus. In der ursprünglichen Planung war eine weitere Ausdehnung in südlicher Richtung vorgesehen. Der ausbleibende Import geeigneter Erde begrenzte jedoch das Vorhaben. Nichtsdestotrotz wurde die Gestaltung bis zu Mathesons Tod vorangetrieben und von seinen Erben fortgesetzt. Lord Leverhulme beauftragte 1917 den Landschaftsarchitekten Thomas Mawson mit der Umgestaltung der Anlage. Mawsons Pläne wurden nur teilweise umgesetzt und umfassten im Wesentlichen die Gestaltung des Uferweges entlang des Greeta Rivers im Süden. Mit Ausnahme der Ufer ist das Anwesen vollständig umfriedet. Heute stellt die Anlage einen bedeutenden Erholungsraum in der Region um Stornoway dar.
Die Parkanlage gliedert sich grob in zwei Bereiche, von denen der südliche, vornehmlich bewaldete als Castle Park und der nördliche, eher grasbestandene als Lady Lever Park bezeichnet wird. Auf Grund ihres besonders schützenswerten Charakters ist die Gesamtanlage als einzige auf den Äußeren Hebriden als Site of Special Scientific Interest ausgewiesen. Ihre hohe Bedeutung schlägt sich in der Einstufung der schottischen Behörden nieder. So wird dem Anwesen in fünf Kategorien das höchste Prädikat „herausragend“ verliehen. Hierzu zählt die künstlerische Gesamtgestaltung mit zahlreichen Kunstwerken und Schmuckelementen. In das Design eingebettet finden sich mehrere architekturhistorisch wertvolle Gebäude, von denen acht Denkmalschutz genießen. Als weitere Punkte werden das landschaftlich reizvolle Panorama, das maßgeblich zu dem Eindruck von Stornoway und der Bucht beiträgt, und der reiche Bestand an nicht-heimischen Bäumen und Sträuchern genannt. Den Hauptbestand des Mischwaldes bilden Bergahorn, Buchen, Eschen, Ulmen, Kiefern, Ebereschen, Eichen, Rosskastanien und Tannen. Zahlreiche Exemplare fielen jedoch im Jahre 1989 einem Sturm zum Opfer. Unter dem schützenden Schirm der Bäume gedeihen Rhododendren, insbesondere der Pontische Rhododendron, sowie Pracht-Himbeeren. Auch im nördlichen Lady Lever Park sind Baumgruppen zu finden, die sich im Wesentlichen aus Buchen, Bergahorn, Linden und Rosskastanien zusammensetzen. Zuletzt wird die historische Bedeutung des Anwesens im Zusammenhang mit den Lebenswegen Mathesons und Lord Leverhulmes als herausragend eingestuft.
Unmittelbar südwestlich von Lews Castle findet sich ein als Woodland Garden bezeichneter Parkabschnitt, der sich durch eine außerordentliche Artenvielfalt auszeichnet und einst durch Gewächshäuser ergänzt wurde. Neben den vorgenannten Arten sind dort auch Chilenische Araukarien, Himalaya-Zedern, Rotbuchen, Douglasien, Westamerikanische Hemlocktannen, Thujen und Zypressen zu finden.